# Somatochlora cingulata
Somatochlora cingulata – gatunek ważki z rodziny szklarkowatych (Corduliidae). Występuje na terenie Ameryki Północnej.

## Charakterystyka
- Ubarwienie: ciemnobrązowe szmaragdy w paski mają bardzo jasne znaczenia na tułowiu i brzuchu oraz czarne nogi;
- Wielkość: średniej wielkości, długość oscyluje w granicach od 2,2 do 2,7 cala, wyraźne skrzydła i błyszczące oczy;
- Sezon występowania: w Wisconsin typowy dla nich sezon lotów trwa od połowy czerwca do początku sierpnia;
- Siedlisko: najczęściej występują przy bagnistych jeziorach, stawach, a czasem w dużych rzekach. W stanie Wisconsin jest znany z kilku jezior w północnych hrabstwach[3].